# Workman (krater)
För andra betydelser, se Workman.
Workman är en nedslagskrater med en diameter på 17 kilometer, på planeten Venus. Workman har fått sitt namn efter den amerikanska bergsklättraren Fanny Bullock Workman.